# Gypsy Punks: Underdog World Strike
Gypsy Punks: Underdog World Strike — альбом американской группы Gogol Bordello, выпущен в 2005 году лейблом Side One Dummy.
Тексты — Евгений Гудзь, музыка — Евгений Гудзь, Gogol Bordello.

## Список композиций
1. Sally — 3:02
2. I Would Never Wanna Be Young Again — 3:46
3. Not a Crime — 4:31
4. Immigrant Punk — 3:45
5. 60 Revolutions — 2:58
6. Avenue B — 3:07
7. Dogs Were Barking — 4:53
8. Oh No — 2:59
9. Start Wearing Purple — 3:42
10. Think Locally, Fuck Globally — 4:23
11. Underdog World Strike — 5:24
12. Illumination — 3:52
13. Santa Marinella — 5:28
14. Undestructable — 4:53
15. Mishto! — 6:51

## Участники записи
- Евгений Гудзь (Eugene Hutz) — вокал, гитара
- Сергей Рябцев (Sergey Ryabtsev) — скрипка, вокал
- Юрий Лемешев (Yuri Lemeshev) — аккордеон, вокал
- Орен Каплан (Oren Kaplan) — гитара, вокал
- Рея Мошиаш (Rea Mochiach) — бас, перкуссия, вокал
- Элиот Фергюсон (Eliot Ferguson) — ударные, вокал
- Памела Расин (Pamela Jintana Racine) — перкуссия, вокал
- Элизабет Сан (Elizabeth Sun) — перкуссия, вокал
- Педро Эразо (Pedro Erazo) — вокал
- Рас Куш (Ras Kush) — MC

## Интересные факты
В треке I Would Never Wanna Be Young Again Е. Гудзь цитирует тему Е. Глебова из советского фильма «Последнее лето детства».